# Verrucaria ditmarsica
Verrucaria ditmarsica är en lavart som beskrevs av Erichsen. Verrucaria ditmarsica ingår i släktet Verrucaria och familjen Verrucariaceae.  Arten är reproducerande i Sverige. Inga underarter finns listade i Catalogue of Life.